# ウィトゥランド
ウィトゥランド (あるいは ウィトゥ、ヴィトゥ、ウィトゥ保護領、スワヒリランド) とは、かつて存在したケニアのタナ川河口の北にあるインド洋のラム港からすぐ内陸に位置するウィトゥの町を中心とする東アフリカの約3,000平方キロメートルの領土である。

## 歴史

### ウィトゥ・スルタン国の成立
1810年代に建国され、数度の本土移住を経て1858年に名目上のペイト島のスルタンによる統治から完全に独立したウィトゥ・スルタン国は、ザンジバルの奴隷貿易から逃れてきた奴隷たちの安息の地であり、したがってザンジバル・スルタン国（イギリスの保護の下、オマーン王朝の分家によって統治されていた ）からの攻撃の標的となった。ザンジバル・スルタン国による奴隷襲撃の増加に直面し、ウィトゥのスルタンは「ザンジバルからの攻撃から解放される」ようドイツの保護を正式に要請した。

### ゲレディ・スルタン国との関係
ゲレディ・スルタン国は、ソマリア南部の川間地域に本拠を置き、ジュバ川とシェベリ川流域を支配していた強力なソマリア国家であった。 ウィトゥのスルタンはスルタン・ユスフ・マハムド・イブラヒムと強い絆を持っていたが、これは両国がザンジバルに対して相互に敵対しており、商業的利益を共有していたためである。シユではウィトゥ・ブワナ・マタカのスルタンが反乱に直面し、1820年代に追放された。反抗的な島民は、前政権により忠実だったソマリア人の一部とともに、オマーンによる島の占領を求めた。 ユスフが介入し、ウィトゥが勝利を収めると、スルタンは主要な貿易拠点であり、シユ・ソマリア人が力を注ぐバルデラで新たに台頭してきた過激派と交戦することになる。両国は、地域の大きな収入源として繁栄を続けるジュバ川を通じた象牙取引に関心を持っていた。その後、戦闘的なソマリア人とオマーンの支持者に対するシユでの勝利の後、ウィトゥのスルタンは援助を送り、ユスフは交戦したが、最終的には1848年のアダディ・スレイマンの戦いでオマーン同盟のビマール人に敗れた。

### ドイツ保護領 (1885年～1890年)
1885年、ドイツ人のクレメンス・デンハルトとグスタフ・デンハルト兄弟は、1885年4月8日に兄弟の「タナ社」の領土25平方マイルを割譲したウィトゥの初代マフルメ（スワヒリ語でスルタンまたは王）であるアハメッド・イブン・フモ・バカリと条約を交渉した。そしてウィトゥランドの残りの部分は1885年5月27日にドイツのウィトゥランド保護領（Deutsch-Witu) となった。ドイツ帝国の代表者はグスタフ・デンハルト（1856年 - 1917年、在任期間1885年4月8日 - 7月1日）と彼の副官クレメンス・アンドレアス・デンハルト（1852年 - 1928年）であった。ドイツの統治は比較的穏やかで、この領土は逃亡奴隷の避難所であり続けた。
1889年にウィトゥランドは多数の郵便切手を発行したが、郵便での使用は確認されていない。

### イギリス統治とウィトゥ遠征
1890年のヘルゴランド＝ザンジバル条約に従い、1890年6月18日にイギリスの保護領となることが宣言され、1890年7月1日にドイツ帝国は保護領を放棄し、ウィトゥランドをイギリスに割譲してイギリス領東アフリカの一部となった。ドイツの保護下に残りたいと望む領土の住民から広範な抗議活動があった。

#### 第一次遠征（1890年）
その直後、ドイツの商人数名が殺害され、イギリスとザンジバルの混合遠征隊が出動した。軍隊は1890年10月26日にウィトゥに上陸し、降下した。一連の銃撃戦の後、スルタン・フモ・バカリ・イブン・アフマドは残った武装兵約3,000名とともに町から逃走した。彼はイギリス軍によって追放され、その後すぐに死亡した。
ブワナ・シェイク・イブン・アハマドによる短い治世の後、統治権（その後はシャイク王国に縮小され、ザンジバル・スルタン国の臣下となった）はフモ・ウマル・イブン・アハマドに与えられた。ウィトゥでも1891年3月に奴隷制が正式に廃止され、新しい法を執行するためにインド警察が投入された。

#### 第二次遠征（1893年）
フモ・バカリの兄弟、フモ・オマーンは新政権に抵抗し、ウィトゥ北東の近くの町ヨンゲニ周辺の村や農場をますます暴力的に襲撃し始めた。外交の短期間の試みは失敗に終わり、イギリスとザンジバル政府はウィトゥへ向かう第二回海軍遠征隊を準備した。
7月に小規模な遠征軍がウィトゥに上陸し、2回目の交渉要請がフモ・オマーンに送られた。これは拒否され、海兵隊は反乱軍の支配下にある主要都市を行進した。密林と鋭利な杭で偽装された穴が強固に要塞化された町を囲み、反乱軍の武装勢力は激しい砲撃を許容する防御陣地を準備していた。しかし、長期にわたる激しい銃撃戦の後、海軍海兵隊は各町に進入し、要塞を破壊した。 フモ・オマーンは逃亡し、フモ・ウマリ・ビン・ハミドは復帰した。
フモ・ウマリは首都をヨンゲニに移したが、イギリスの力の増大とザンジバルの地域的重要性の高まりにより、ウィトゥの地位と影響力は徐々に低下した。

### ウィトゥの終わり
1905年にウィトゥの監督は外務省から植民地省に移され、これに続いてウィトゥはケニア植民地タナ地区の一部として管理された。1923年にウマリ・ビン・ハミッドが死亡した後、別個の存在としてのウィトゥ問題は最終的に解決された。

## 統治者一覧
この地域を支配したスルタン（スワヒリ語ではムファルメと呼ばれる）は下の通りである。
- 1810年代～1848 年: ブワナ・マタカ
- 1848年 - 1858年: モハメッド・シェイク（ブワナ・マタカの息子）[1]
- 1858年 – 1888年: アフマド・イブン・フモ・バカリ
- 1888年 – 1890年: フモ・バカリ・イブン・アフマド
- 1890年 – 1891年: ブワナ・シェイク・イブン・アフマド
- 1891年 – 1893年: フモ・ウマル・イブン・アフマド (1回目)
- 1893年 – 1895年7月7日: 空席
- 1895年7月7日 – 1923年: フモ・ウマル・イブン・アフマド (2回目)